# Preben Hornung
Preben Hornung (født 22. juli 1919 i Valby , død 3. august 1989 på Fredriksberg) var en dansk maler.
Han er søn af landskabsmaleren Carlo Hornung-Jensen (1882-1960). Preben Hornung var gift med Jytte Thime (1915-1977) og sammen har de sønnen kunstkritikeren Peter Michael Hornung, som i 1986 udgav en monografi om sin far. 1971 blev Preben Hornung gift med Ena Madsen (1934-1993). Preben Hornung og Ena Madsen fik sønnen Hans Christian Hornung i 1966
Preben Hornung fik sin uddannelse på Kunsthåndværkerskolen 1936–38, Kunstakademiets malerskole 1941 – 46, den grafiske skole 1949 og på freskoskolen i 1950.
Hans tidligste malerier fra 1930-tallet karakteriseres af abstrakt kolorisme og under sin karriere indtog han en central rolle i den abstrakte kunsts udvikling.
Fra 1949-51 udstillede Hornung sammen med kunstnersammenslutningen Linien II, som var en gruppe inspireret af den abstrakte, konstruktivistiske kunst med geometriske former og dynamikken som omdrejningspunkt. Blandt andet malede Hornung i den periode en række fabriksbilleder, som var sort-hvide abstraktioner over industrien og masseproduktionen.  I sin sidste levrtid malede han også meditative billeder, og ofte betjente han sig af en fintmærkende gråtoneskala. Han vendte også tilbage til den klassiske portrætgenre og udførte blandt andet tre portrætter af dronning  Margrethe 2..  Han lavede også store udsmykningsopgaver til blandt andet De Danske Sukkerfabrikker, Aarhus Universitet og Danmarks Nationalbank.  Ved siden af sin karriere som billedkunstner arbejdede han som scenograf på Det Kongelige Teater, Den norske Opera og Aarhus Teater.
Preben Hornung udstillede som medlem af Den Frie Udstilling 1957-74, af Decembristerne fra 1977.
Der er produceret to film om billedkunstneren Preben Hornung. I starten af Hans-Henrik Jørgensens debutfilm cykler kunstneren gennem byen med et lærred spændt på ryggen. I den følgende scene slagtes en ko. Filmen opererer med ekspressive sammenstillinger af situationer og motiver, lyde og musik, kunstneriske idéer og byens virkelighed. Alt sammen i et forsøg på at give et signalement af de impulser, der løber sammen i Hornungs kunst. Byens metal og lys. Naturens farver, rytmer og strukturer. I Glasmosaik af Tue Ritzau fortæller Preben Hornung om den store udsmykningsopgave, han i 1956-58 lavede til de Danske Sukkerfabrikkers hovedsæde i København. Filmen søger i sin form at afspejle, hvordan linjevirkninger fra det omgivende havneareal inspirerede til kompositionen med 5.000 stykker kulørt glas.

## Udmærkelser
- 1959: Eckersberg Medaillen